# 博羅瓦 (法斯蒂夫區)

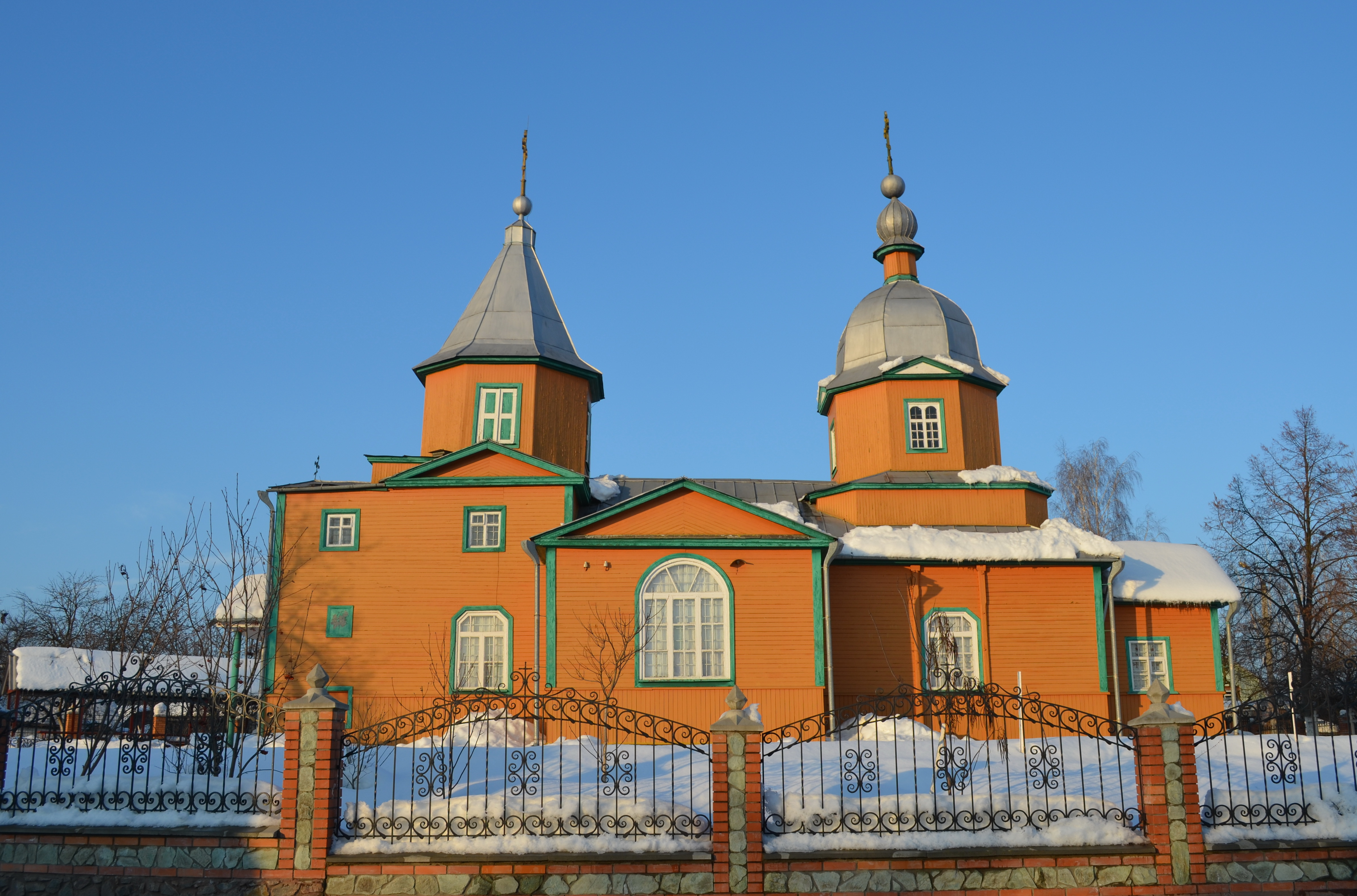
当地教堂

博羅瓦（羅馬化：Borova），又按俄语名译为博罗瓦亚，是烏克蘭中北部基輔州法斯蒂夫區法斯蒂夫市鎮内的鎮。處於法斯蒂夫東北面21公里的斯圖赫納河畔，面積3.89平方公里，2013年人口9,600，人口密度每平方公里1,865人。

## 備註
1. ↑  俄语：